# Закулей
Закулей (бур. Зухэли) — село в Нукутском районе Усть-Ордынского Бурятского округа Иркутской области. Входит в муниципальное образование «Закулей» и является его центром.

## География
Село расположено в 34 км от районного центра, на высоте 440 м над уровнем моря, на холмистой местности.

## Внутреннее деление
Состоит из 14 улиц:
- Балданова
- Дружбы
- Имегенова
- Ленина
- Мира
- Нагорная
- Новая
- Подгорная
- Совхозная
- Финская
- Хангалова
- Хотолова
- Школьная
- Юбилейная

## Происхождение названия
Название Закулей, вероятно, происходит от бурятского слова зүхэли, обозначавшего шкуру животного, приносимого в жертву, с головой и ногами, насаженную на берёзовый шест. По легенде ранее на месте населённого пункта находилось бурятское капище, где совершали жертвоприношения шаманы.

### Топонимика окрестностей села
- Урочище Ункей. Название происходит от бурятского унхээ — «вонючий». По одной из версий в этом месте на поверхность земли выходит сероводород.
- Урочище Ургата. В переводе с бурятского — «подснежник». В весенний период здесь произрастают подснежники.
- Урочище Тархай. Здесь жил и держал скот богатый человек по имени Тархай.
- Урочище Мансатан. Дословно перевода не имеет. Здесь жил и держал скот богатый человек по имени Манса, прародитель Тагангаевых, Саржеевых и Соржеевых, Бахаевых, Арботовых, Хамагановых, Шулуновых и Шалуновых, Молоевых, Далбаевых, Анциферовых.
- Урочище Огдонтоон. Дословно перевода не имеет. Название местности образовано от имени родоначальника рода Огдон
- Урочище Аэродром. Ранее в этом месте располагался аэродром для самолётов-кукурузников, с помощью которых обрабатывались окрестные поля.
- Лиственничная гора. На этой горе растёт древний лес, в котором согласно местным верованиям нельзя рубить деревья. Известен случай, когда местный житель умер после того, как срубил в этом лесу дерево[3]..
- Парани падь (Парани танай). Переводится с бурятского как «место Франца». Это родовое место. Здесь семья Балсунаева Франца, сына Жамбо, имели свои пастбища, летнюю стоянку.

## История
Первоначально село состояло из нескольких бурятских улусов, располагавшихся в 2-3 километрах друг от друга. В 1899 году здесь была открыта школа, и в скорости после этого улусы начали объединяться. Окончательное объединение их произошло в 1929 году, когда в селе была организована коммуна «Коминтерн», в 1931 году реорганизованная в сельхозартель «Красный Закулей». Все, кто не вошел в коммуну, в 1930 году были раскулачены и осуждены к высылке в Туруханский край или к тюремным срокам по статье 58 УК. В 1933 году в селе был организован колхоз имени Разумова, первого секретаря иркутского областного комитете партии, позже переименованный в «Унгинский скотоводник». В селе развивалось коневодство, молочное скотоводство, овцеводство. В этот период там функционировал родильный дом. С 1967 года колхоз стал называться имени Ербанова. Колхоз стал миллионером и славился своими показателями вплоть до перестройки. Когда он прекратил существовать, жители стали заниматься подсобным хозяйством, в 2000-е — также фермерским хозяйством.

## Инфраструктура
В селе функционируют школа, дом культуры, отделение Почты России, детский садик, спортивные площадки, детские игровые площадки, а также есть 4 функционирующих магазина. В перспективе планируется создание музея.
В 2020 году на базе МБОУ Закулейская средняя общеобразовательная школа была открыта борцовская юрта. Юрта строили народными средствами. Основными спонсорами были выдающиеся люди села. 
В 2019 году началась постройка Аллеи Памяти. В 2021 году ее ввели в эксплуатацию. 
В 2018 году на стадионе ввели в эксплуатацию спортивную многофункциональную площадку.

## Население
| 2002 | 2010 | 2011 | 2012 |
| ---- | ---- | ---- | ---- |
| 933  | ↘796 | ↘795 | ↗801 |

## Известные уроженцы
- Арнольд Тулохонов — российский и советский геоэколог и географ, академик РАН.
- Матвей Хангалов — бурятский демократ-просветитель, этнограф и фольклорист.
- Михаил Балсунаев — министр мелиорации и водного хозяйства Бурятской АССР. Заслуженный мелиоратор Российской Федерации (Указ Президента РФ).
- Роман Жебакович Имегенов - известный коневод, герой социалистического труда.
- Фёдор Климентиевич Шантагаров - так же являлся известным коневодом в Бурятии, являлся постоянным меценатом и спонсором различных мероприятий, проводимых на территории МО «Закулей».
- Иринчей Эдуардович Матханов - российский политик, депутат Государственной Думы Федерального Собрания Российской Федерации 6-го созыва.